# Belgrandia varica
Belgrandia varica là một loài ốc nước ngọt cỡ nhỏ, là động vật thân mềm chân bụng có mài sống trong môi trường nước ngọt trong họ Hydrobiidae.
Belgrandia varica được coi là đã tuyệt chủng.

## Phân bố
Đây là loài đặc hữu của Pháp.